# Martin van Leeuwen
Martin van Leeuwen (Leiden, 21 november 1981) is een Nederlands voormalig professioneel voetballer.
Van Leeuwen, die als amateur was uitgekomen voor VV Katwijk kwam twee jaar lang als verdediger uit tussen 2002 en 2004 voor Sparta Rotterdam in de eerste divisie. In totaal speelde hij 40 competitiewedstrijden aldaar In 2007 kwam een eind aan zijn profloopbaan en zou hij nog een aantal jaren als amateur uitkomen bij VV Katwijk.